# Scandale sur la Riviera
Pour plus de détails, voir Fiche technique et Distribution.
Scandale sur la Riviera (Riviera-Story) est un film allemand réalisé par Wolfgang Becker, sorti en 1961.

## Synopsis
Entre l'homme d'affaires entre deux âges Arthur Dahlberg et sa jeune épouse Anja, les relations ne sont pas au beau fixe. Ils ont alors l'idée de partir de leur domicile hambourgeois et d'aller passer des vacances sur la côte d'Azur pour revivifier leur couple. Pourtant, rien n'y fait, Arthur Dahlberg, même en vacances, est obsédé par la conduite de ses affaires. Pendant ce temps, Anya rencontre le jeune écrivain Roy Benter.

## Fiche technique
- Titre français : Scandale sur la Riviera[2]
- Titre original : Riviera-Story ou Die von der Elbchaussee ou Die Nacht mit Anja ou Die süßen Früchte der Riviera
- Réalisation : Wolfgang Becker
- Scénario : Wolfgang Becker, Hans Nicklisch, Wolfgang Steinhardt
- Photographie : Franz Xaver Lederle (de), Richard Graf
- Musique : Herbert Trantow (de)
- Producteur : Leopold Branoner
- Société de production : Cine-International
- Pays d'origine :  Allemagne de l'Ouest
- Langue de tournage : allemand
- Format : Couleur (Agfacolor) - 1,37:1 - Son mono - 35 mm
- Genre : Mélodrame
- Durée : 87 minutes (1h27)
- Date de sortie : 
  - Allemagne de l'Ouest : 7 décembre 1961
  - France : 16 octobre 1963[2]

## Distribution
- Ulla Jacobsson : Anja Dahlberg
- Wolfgang Preiss : Arthur Dahlberg, l'époux d'Anja
- Hartmut Reck : Roy Benter, l'écrivain
- Jean-Paul Belmondo : Le pilote de course
- Walter Rilla : Nikanos
- Franz-Otto Krüger : Müllerbeer
- Adelin Wagner (de) : Lis
- Romana Rombach : Lena
- Jean-Jacques Delbo

## Production
Le film a été tourné à Hambourg et sur la Côte d'Azur en été 1961. Dans le film figure une courte apparition de Jean-Paul Belmondo. Becker raconte avoir rencontré Belmondo par hasard, alors que ce dernier se passionnait pour les courses automobiles dans la région. Becker l'invite à faire un tour dans sa voiture en le filmant. Il intégrera ces scènes dans son film en présentant Belmondo comme un pilote de courses.
Alors que le négatif du film avait été détruit en 1990, le film a nécessité deux ans de restauration avant d'être disponible dès 2014 en DVD chez Polar Film en langue allemande avec sous-titres allemand et anglais.